# Renault Kwid Outsider: Caverna do Dragão

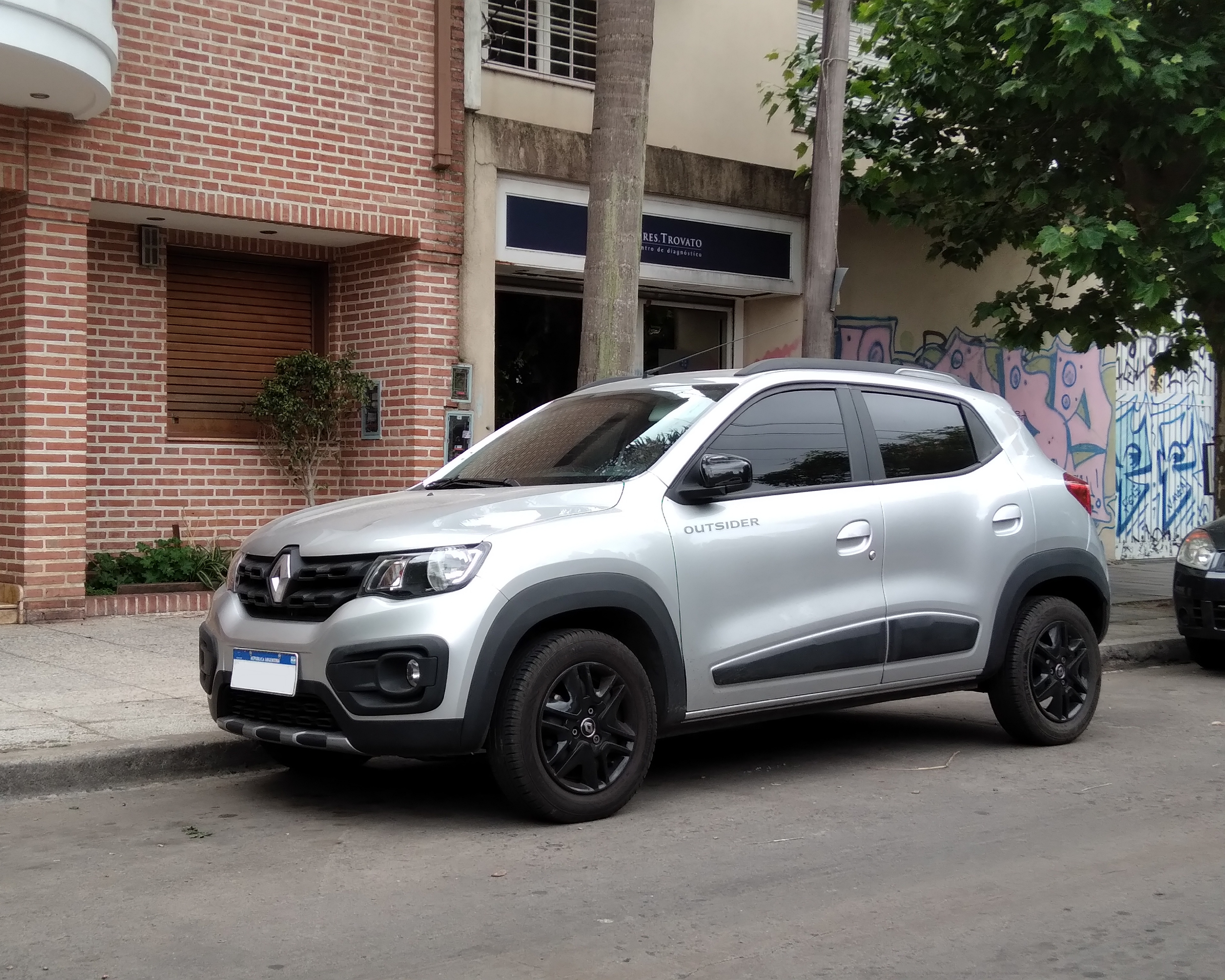
Um Renault Kwid Outsider 2020

Renault Kwid Outsider: Caverna do Dragão é um comercial de televisão brasileiro lançado em 23 de maio de 2019 e que foi produzido pela agência DPZ&T a fim de promover o automóvel Renault Kwid Outsider. O comercial foi eleito “O Melhor Comercial do Brasil” no ano seguinte, em 2020, numa premiação concedida pelo SBT. Em entrevista ao portal UOL, Federico Goyret, então diretor de marketing da Renault, disse que o desenho Caverna do Dragão foi escolhido por dar continuidade ao trabalho de divulgação usando referências da cultura pop, bem como pela identificação do público com o desenho.

## Elenco

Elenco do comercial que gravou live-action brasileiro de "Caverna do Dragão"

Apesar das filmagens terem acontecido no deserto de Salta, na Argentina, o elenco é composto majoritariamente por brasileiros, à exceção do Vingador, interpretado por um ator argentino. Assim, os personagens da série animada foram interpretados por:
- Bobby - Thiago Doncev, surfista brasileiro então com 11 anos de idade
- Diana - Yara Charry, artista franco-brasileira que à época havia atuado em "Malhação: Vidas Brasileiras"
- Eric - Alex Paulo Lopes Conrado
- Hank - Charles Naccache, artista franco-brasileiro que segue uma carreira dedicada a estratégia, startups e tecnologia
- Mestre dos Magos - Giovanni Venturini, ator brasileiro portador de nanismo e que ficou famoso por seu papel em "Cúmplices de um Resgate" (SBT)
- Presto - Fhelipe Gomes, ator brasileiro que havia participado das novelas "Apocalipse" (Record) e "O Tempo Não Para" (Globo)
- Sheila - Samantha Heck Müller
- Vingador - ator argentino, que contava à época com cerca de 55 anos e media por volta de dois metros de altura[6]

### Elenco de voz
O personagem Vingador teve sua voz mais uma vez gravada pelo ator Orlando Drummond, dublador brasileiro oficial do personagem e que então contava com 99 anos. Orlando teria chegado a aparecer em "carne e osso" ao final da propaganda. Em 2020, Orlando ganhou da empresa Iron Studios uma estátua do personagem e, em agradecimento, gravou um vídeo com a voz do Vingador, dizendo “vocês nunca escaparão”, completando com uma risada maligna. O personagem do Mestre dos Magos também foi dublado mas, como os donos das vozes da década de 1980 morreram (Ionei Silva e Miguel Rosenberg), a equipe escalou Walter Cruz, que aproximou sua voz à dos ex-colegas.
| “                                                    | Perguntavam o que ele (Orlando Drummond) dublou e eu não podia falar. Ele veio gravar essas falas do Vingador. A agência que me procurou acompanhou via Skype, e veio uma equipe aqui para ver de perto. Foram muito atenciosos, e ele saiu muito renovado porque gostaram muito do resultado final. A energia foi tão bacana que veio a ideia de criar o Instagram. Ele se sentiu assim: 'Eu ainda consigo fazer isso. | ” |
| — Felipe Drummond, neto do dublador Orlando Drummond | |   |

## Locações

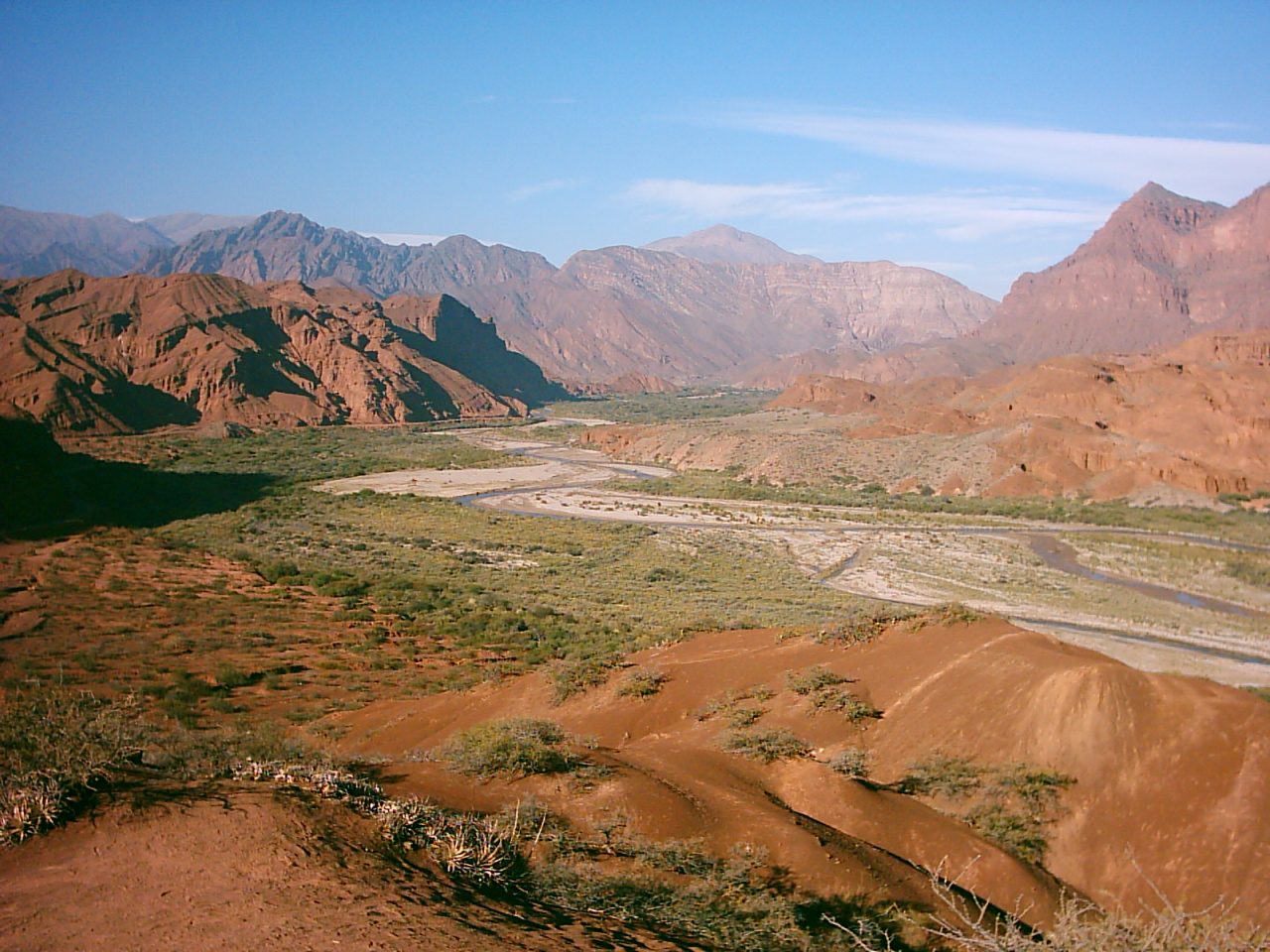
Panorama natural do departamento de Cafayate, em Salta, escolhido pela geografia favorável à reprodução dos cenários do "Reino" da Caverna do Dragão.

As filmagens ocorreram ao longo de 4 dias em Cafayate, na província argentina de Salta, já perto da fronteira com a Bolívia. Próximo à cordilheira dos Andes, a 300 Km da cidade de Salta, o local das filmagens era então um local inóspito, com montanhas e terreno arenoso, constituindo-se num cenário adequado para recriar os ambientes do desenho da "Caverna do Dragão".
- Trilha Sendero Los Estratos - La Yesera - Cafayate

## Produção
A produção da peça publicitária ficou a cargo da Saigon e o diretor foi Felipe Vellasco, mais conhecido como Vellas. A peça publicitária conta com cerca de 2 minutos de duração e foi feita em parceria com a Saigon Filmes, da Nash, da Quiet City Music + Sound, da Platinum FMD e da Hasbro do Brasil. O comercial foi acompanhado ainda por outras 8 peças publicitárias de menor porte. Um easter egg presente no comercial utilizou um veículo Renault Kwid Outsider com a placa KWD 0028, numa referência à ideia de que a DPZ&T teria criado o 28º episódio de Caverna do Dragão.
Durante as gravações, o ator que interpretou o personagem Mestre dos Magos, Giovanni Venturini, tinha à época da gravação apenas 27 anos e ficou chocado ao se ver caracterizado como o velho sábio de "Caverna do Dragão", num processo de "envelhecimento" que chegava a levar até duas horas.
| “                    | Foi um processo meio claustrofóbico, mas interessante. Eu tive que ir à Argentina para fazer o molde e fiquei uma hora com um produto no rosto, sem abrir os olhos nem falar. Foi um exercício de concentração, de respiração para ficar tranquilo. Para montar no dia da filmagem, demorei uma hora entre roupa, maquiagem e máscara. | ” |
| — Giovanni Venturini | |   |

## Repercussão
Cerca de uma semana após seu lançamento, o vídeo do comercial contava com mais de 3,4 milhões de visualizações no Youtube e quase 45 mil compartilhamentos na fanpage da Renault no Facebook.
| “                                                        | "Esse desenho foi ao ar na 'Rede Globo' entre 1986 e 2014, então duas gerações foram impactadas. Foi o que também fizemos na campanha de lançamento do Kwid, a primeira co-produção com os estúdios Marvel. (...) Algumas imagens (do comercial) vazaram na internet e o 'Omelete' foi um dos sites que reproduziram. Assim tivemos a ideia de procura-los para ajudar na divulgação desta campanha. E funcionou: até ontem tínhamos mais de 200 notícias e milhares de posts nas redes sociais. Foi uma repercussão tão grande como nunca vimos na história da Renault. | ” |
| — Federico Goyret, então diretor de marketing da Renault | |   |

## Leituras adicionais
- RIBEIRO, Fernanda de Carvalho. A Caverna do Dragão de Renault Kwid Outsider. trabalho de conclusão de curso, Cuiabá: UFMT, 2019.